# Zasłonak brunatny

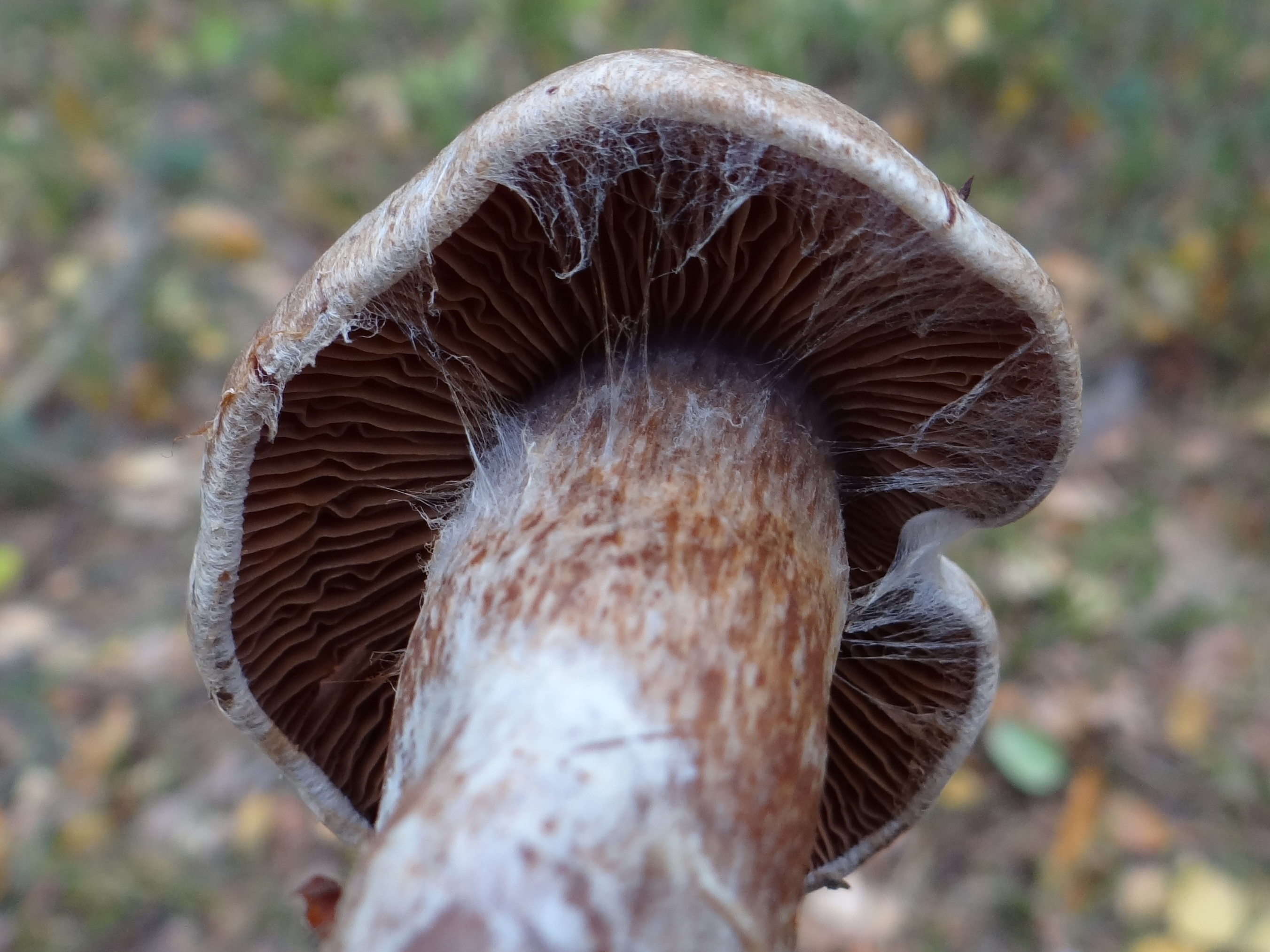

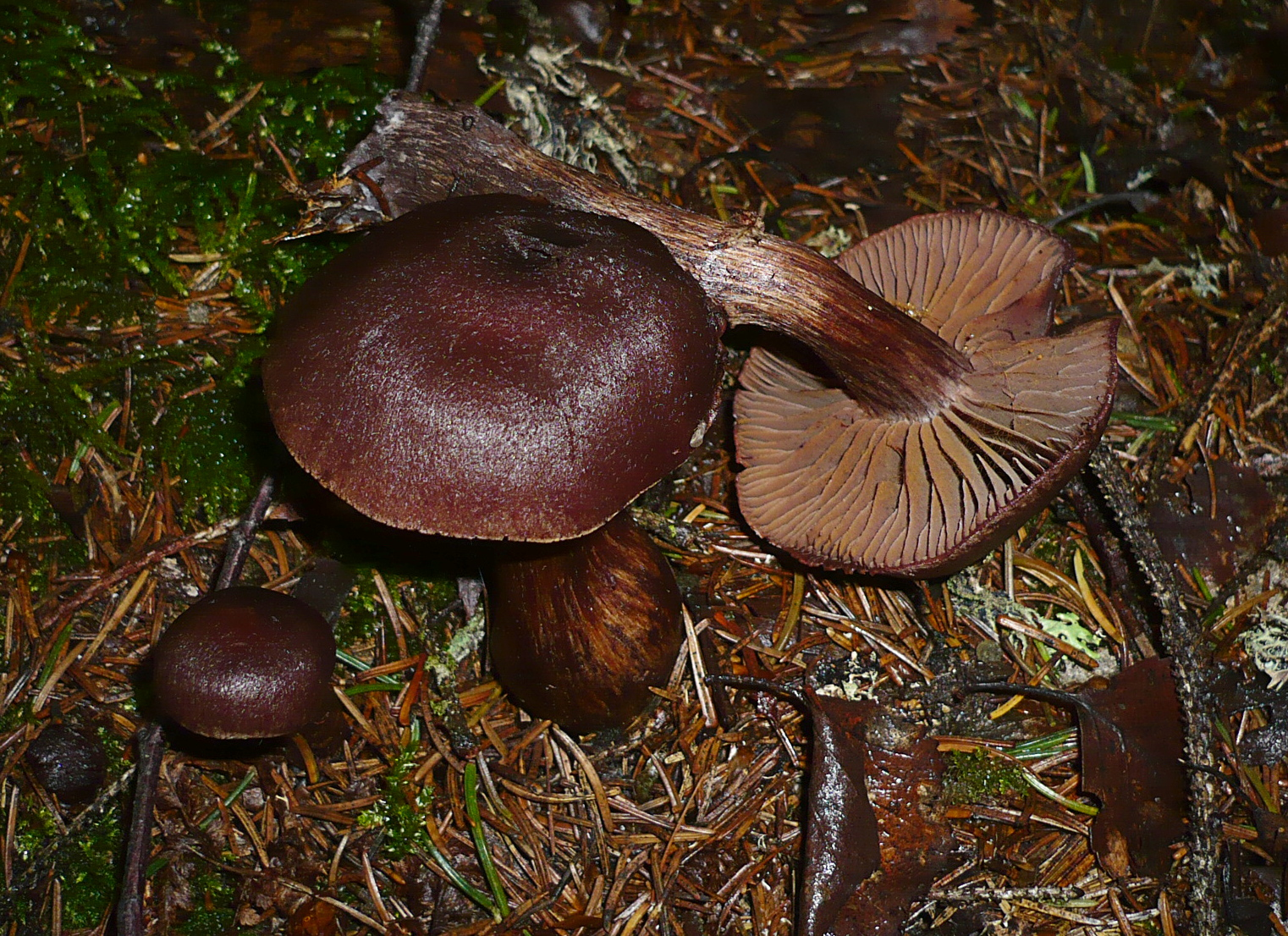

Zasłonak brunatny, zasłonak brunatnopłowy (Cortinarius brunneus (Pers.) Fr.) – gatunek grzybów należący do rodziny zasłonakowatych (Cortinariaceae).

## Systematyka i nazewnictwo
Pozycja w klasyfikacji według Index Fungorum: Cortinarius, Cortinariaceae, Agaricales, Agaricomycetidae, Agaricomycetes, Agaricomycotina, Basidiomycota, Fungi.
Po raz pierwszy takson ten zdiagnozował w 1801 r. Christiaan Hendrik Persoon, nadając mu nazwę Agaricus brunneus. Obecną nazwę nadał mu w 1838 r. Elias Fries.
Niektóre synonimy naukowe:
- Agaricus brunneus Pers. 1801
- Gyrophila albobrunnea (Pers.) Quél.1886
- Hydrocybe brunnea (Pers.) M.M. Moser 1953
- Telamonia brunnea (Pers.) Wünsche 1877
- Cortinarius brunneus var. glandicolor (Fr.) H. Lindstr. & Melot 2000
- Cortinarius brunneus var. brunneus (Pers.) Fr. 1838[2].

Obydwie polskie nazwy podał Andrzej Nespiak w 1981 r.

## Morfologia
Kapelusz
Średnica 4–9 cm, kształt początkowo stożkowaty, później dzwonkowaty lub łukowaty, starsze okazy stają się rozpostarte. Na środku posiada tępy garb, brzegi gładkie, u młodych okazów zazwyczaj są na nich resztki zasnówki. Jest higrofaniczny. Powierzchnia gładka i matowa, podczas wilgotnej pogody ma barwę od ciemnoczerwonej do czarnobrązowej, podczas suchej jasnobrązową.
Blaszki
Szerokie i szeroko przyrośnięte, o ostrzach gładkich. Początkowo są ochrowobrązowe i czasami mają różowofioletowy odcień, u starszych okazów stają się ciemnoczerwone.
Trzon
Wysokość 5–10 cm, grubość 4–10 mm, walcowaty, kruchy, ze spiczastą podstawą. U młodych okazów pełny, u starszych pusty. Powierzchnia początkowo pokryta białymi włókienkami zasnówki, później gładka, koloru od jasnobrązowego do ciemnobrązowego. Górna część trzonu ma białawą strefę pierścieniową.
Miąższ
Cienki, brązowy. Smak cierpki i ziemisty, zapach rzodkiewkowy.
Zarodniki
Drobno brodawkowane, o rozmiarach 8–9 × 5,5–6,5 μm.
Gatunki podobne
- zasłonak purpurowoblaszkowy (Cortinarius semisanguineus) ma podobny kształt i ubarwienie, różni się purpurowymi blaszkami.

## Występowanie i siedlisko
Opisano występowanie tego gatunku w Ameryce Północnej, Kostaryce i Europie. W piśmiennictwie naukowym do 2003 r. podano około 10 jego stanowisk na terenie Polski.
Występuje w różnego typu lasach, najczęściej jednak rośnie w lasach górskich i podgórskich, szczególnie pod świerkami. Owocniki pojawiają się od sierpnia do października.

## Znaczenie
Grzyb mykoryzowy, grzyb niejadalny.